# Endurance (1912)
Endurance (Vytrvalost) byla třístěžňová barkentina, se kterou roku 1914 do Antarktidy odplula Shackletonova expedice, aby se pokusila o překročení tohoto kontinentu. Dne 21. listopadu 1915 byla rozdrcena ledem ve Weddellově moři.
Vrak lodi byl v roce 2022 nalezen v hloubce tří tisíc metrů na dně Weddellova moře expedicí Endurance22.

## Stavba

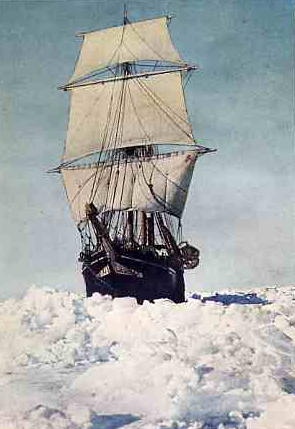
Endurance

Plavidlo bylo postaveno roku 1912 jako výletní loď pro polární plavby s názvem Polaris. U jeho zrodu stáli norský stavitel Lars Christensen a belgický polárník Adrien de Gerlache. Stavbu provedla norská loděnice Framnæs v Sandefjordu. Na vodu byla loď spuštěna 17. prosince 1912. Gerlache však nakonec neměl dost prostředků na její dokončení.
Hledání kupce bylo obtížné, protože plavidlo nebylo vhodné ani pro přepravu nákladu, ani pro přestavbu na jachtu. Až v lednu 1914 loď za 11 600 liber koupil Ernest Shackleton pro svou plánovanou polární expedici.
Polaris tehdy byla považována za jednu z nejpevnějších lodí pro polární plavby. Shackleton plavidlo přejmenoval dle motta své rodiny „Fortitudine Vincimus“ (česky Vytrvalostí vítězíme, anglicky By endurance we conquer).

## Konstrukce
Trup lodi byl vyroben ze dřeva dubu, jedle a velmi tvrdého jihoamerického stromu Chlorocardium rodiei. Tloušťka boků dosahovala 28 cm. Kromě tří stěžňů plavidlo neslo pomocný parní stroj o výkonu 350 koní, se kterým dosahovalo rychlosti 10,2 uzlu.

## Expedice

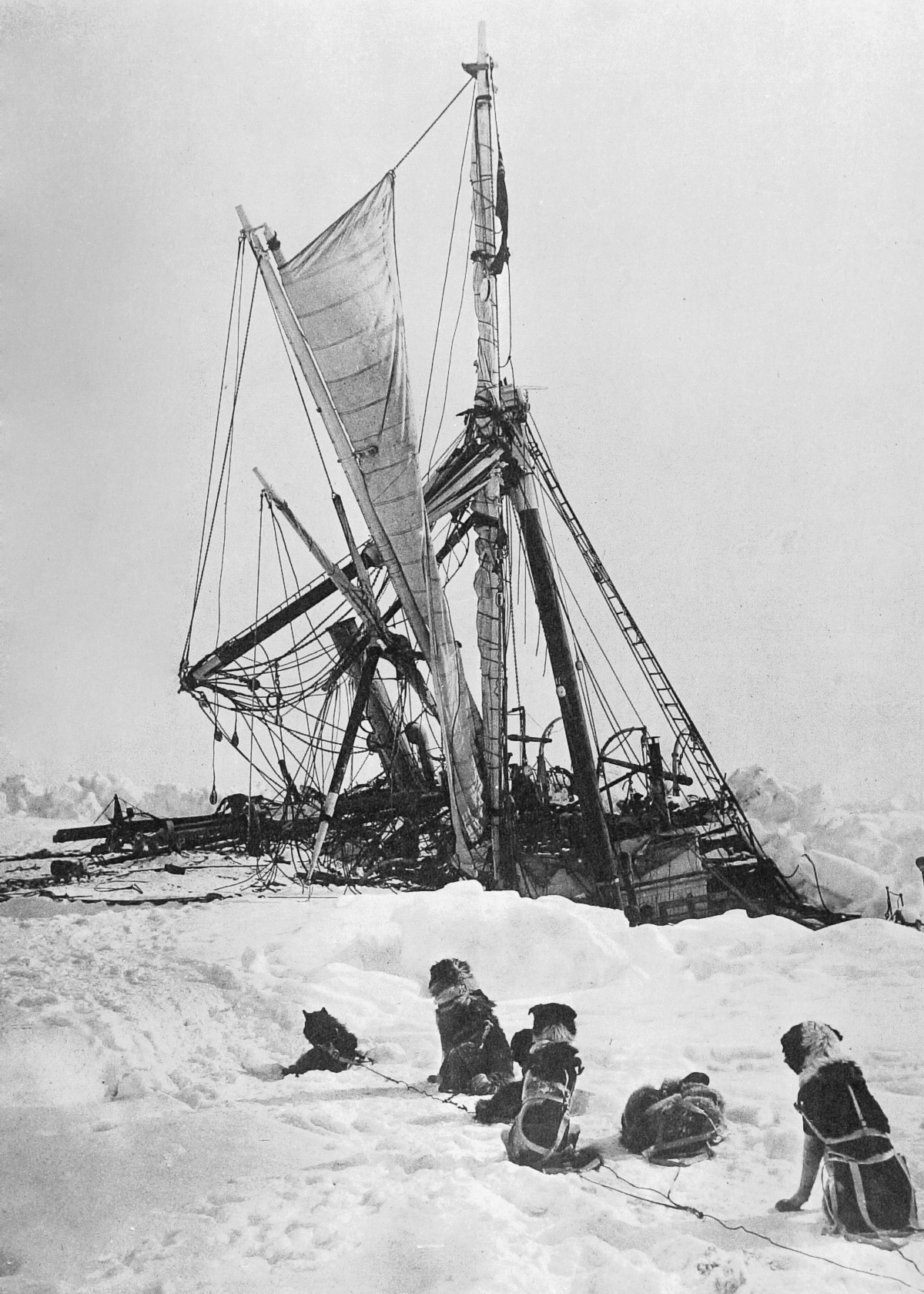
Endurance se potápí v listopadu 1915

Dne 8. srpna 1914 Endurance vyplula z Plymouthu s expedicí Ernesta Shackletona. Dne 5. prosince 1914 loď opustila přístav Grytviken v Jižní Georgii, aby expedici dopravila k Antarktidě. Za dva dny loď vplula do ledových polí ve Weddellově moři. Tamní podmínky však byly obtížné. Dne 18. ledna 1915 byla Endurance uvězněna v ledu, který loď 27. října 1915 rozdrtil. Posádka se uchýlila na blízkou kru. Opuštěný vrak se potopil 21. listopadu 1915.
Posádku čekal dlouhý boj o přežití. Několik měsíců driftovali na kře, která se rozpadla asi 100 kilometrů od Pauletova ostrova. Následně se trosečníci počátkem dubna 1916 dostali na pustý Sloní ostrov, který však byl zcela nehostinný. Shackleton se rozhodl pro zoufalý krok a společně s pěti dalšími muži se mu po dvou týdnech podařilo v záchranném člunu doplout na Jižní Georgii. Kvůli bouři však přistáli v neobydlené zátoce krále Haakona, na opačné straně ostrova. Následoval náročný horský přechod. Dne 20. května 1916 Shackleton s námořníky Worsleym a Creanem došli do velrybářské stanice Stromness. Druhý den byli vyzvednuti tři muži, kteří čekali v zátoce krále Haakona. Zbylých 22 členů posádky se podařilo zachránit až na čtvrtý pokus dne 30. srpna 1916 chilskému člunu Yelcho (kapitán Luis Pardo).

## Vrak
Dne 5. března 2022 podmořští archeologové nalezli vrak Endurance. Stalo se tak na 100. výročí pohřbu Ernesta Shackletona. Pátrání prováděl po dva týdny jihoafrický ledoborec Agulhas II vybavený dvěma podmořskými drony. Nakonec byl vrak nalezen jen čtyři námořní míle (7,5 km) jižně od poslední známé pozice Endurance zaměřené její posádkou. Vrak se nachází v hloubce 3008 metrů. Stojí vzpřímeně na mořském dně a je ve výborném stavu. Stěžně se zřítily, lanoví je zamotané, ale trup zůstal celistvý. Podmořský archeolog Mensun Bound uvedl: „Bez nadsázky je to zdaleka nejzachovalejší dřevěný vrak, jaký jsem kdy viděl.“